# Primula mallophylla
Primula mallophylla är en viveväxtart som beskrevs av Isaac Bayley Balfour. Primula mallophylla ingår i släktet vivor, och familjen viveväxter. Inga underarter finns listade i Catalogue of Life.